# Roland Meier
Roland Meier (ur. 22 listopada 1967 w Dällikonie) – szwajcarski kolarz szosowy, brązowy medalista mistrzostw świata.

## Kariera
Największy sukces w karierze Roland Meier osiągnął w 1993 roku, kiedy wspólnie z Romanem Jekerem, Markusem Kennelem i Beatem Meisterem zdobył brązowy medal w drużynowej jeździe na czas podczas mistrzostw świata w Oslo. Był to jednak jedyny medal wywalczony przez niego na międzynarodowej imprezie tej rangi. Na tych samych mistrzostwach był dwunasty w wyścigu ze startu wspólnego amatorów. Zajął też między innymi ósme miejsce drużynowo na mistrzostwach świata w Stuttgarcie w 1991 roku. Rok później wystąpił na igrzyskach olimpijskich w Barcelonie, zajmując dziewiętnaste miejsce w wyścigu ze startu wspólnego oraz siódme w drużynie. Ponadto w 1993 roku wygrał Stausee Rundfahrt, w 1996 roku Ostschweizer Rundfahrt, a rok później Hegiberg-Rundfahrt. Pięciokrotnie zdobywał medale mistrzostw kraju, w tym dwa złote: ze startu wspólnego amatorów w 1993 roku oraz w indywidualnej jeździe na czas w 1995 roku. W 2002 roku zakończył karierę.